# ロドリゴ・ムニス
ロドリゴ・ムニス・カルバーリョ（Rodrigo Muniz Carvalho, 2001年5月4日 - ）は、ブラジルのミナスジェライス州サン・ドミンゴス・ド・プラタ出身のプロサッカー選手。プレミアリーグのフラムFC所属。ポジションはフォワード。

## 経歴

### ユース
2016年から2018年までデスポルチーヴォ・ブラジルのユースアカデミーでプレーした。
2016年には34得点、2017年には25得点を記録するなど活躍し、退団後には同クラブで殿堂入りした。

### CRフラメンゴ
2018年1月20日にCRフラメンゴのユースアカデミーに加入した。同年、コパ・ド・ブラジルのU-17大会で優勝した。2019年のシーズン終了後に最初のプロ契約を結んだ。
その後コリチーバFCへの期限付き移籍を経て、2020年12月25日のボタフォゴFR戦でトップチームでの初出場を果たした。
2021年シーズンは出場機会が増え、25試合の出場で9得点を記録した。この活躍により、ヨーロッパや中東などの海外リーグへの移籍が噂されるようになった。

### フラムFC
2021年8月13日にEFLチャンピオンシップのフラムFCへ完全移籍すると報じられ、20日に正式発表された。9月18日のレディングFC戦で移籍後初得点を記録した。最終的に25試合に出場して5得点を記録し、チームのプレミアリーグ昇格に貢献した。
2022-23シーズンはEFLチャンピオンシップのミドルズブラFCへ期限付き移籍し、17試合の出場で2得点を記録した。
2023-24シーズンにフラムへ復帰しストライカーとして起用されたが、序盤は得点が奪えず、膝の怪我で離脱するなど苦しんだ。復帰後、2024年2月3日のAFCボーンマス戦で2得点を記録。さらに3月16日のトッテナム・ホットスパーFC戦でも2得点を記録し、勝利に貢献した。

## タイトル・表彰

### クラブ
フラメンゴ
- カンピオナート・ブラジレイロ・セリエA：1回（2020）
- スーペルコパ・ド・ブラジル：1回（2021）
- カンピオナート・カリオカ：1回（2021）

フラム
- EFLチャンピオンシップ：1回（2021-22）

### 個人
- プレミアリーグ月間最優秀選手：1回（2024年3月）